# Zastava Občine Bistrica ob Sotli
Zastava Občine Bistrica ob Sotli je večinsko modre barve, razen petih rumenih kvadratov na dnu; vmes je tako 6 modrih kvadratov, ki tako skupaj predstavljajo 11 vasi občine.
Na sredini zastave je grb Občine Bistrica ob Sotli.